# 贾伊洛洛

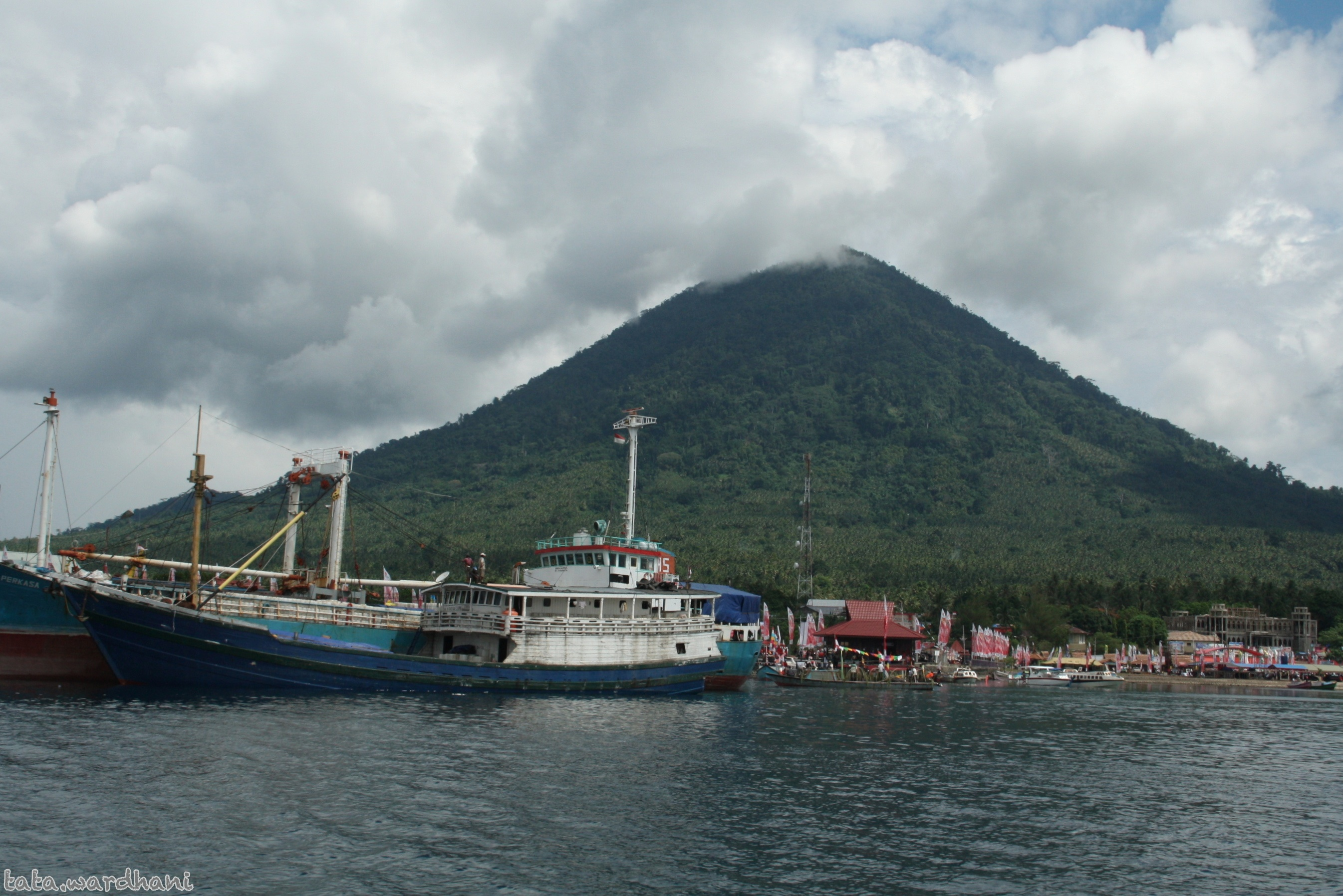
贾伊洛洛的海湾

贾伊洛洛（Jailolo）是印度尼西亚北马鲁古省的一个城镇，是西哈马黑拉县的县治所在，位于哈马黑拉岛的西北，特尔纳特以北20公里处。2010年统计，贾伊洛洛所在的贾伊洛洛区（印尼语：Kecamatan Jailolo）共有27,541人。城镇附近有贾伊洛洛火山。

## 资料来源
1. ↑  Biro Pusat Statistik, Jakarta, 2011.